# Eldh-Ekblads fredspris
Eldh-Ekblads fredspris är ett fredspris som sedan 1960 utdelas av Svenska freds- och skiljedomsföreningen. 
Prisets fulla namn är "Makarna Nils och Signe Eldh-Ekblads fredspris" och pristagare utses av Svenska Freds- och Skiljedomsföreningens centralstyrelse. Förutom SFSF har IKFF, Fredshögskolan och Svenska FN-förbundet rätt att komma med förslag till pristagare.
Enligt reglerna ska "ett årligt penningpris delas ut till den svenska författare eller föreläsare, som i sin verksamhet under den treårsperiod, som ska ha föregått prisutdelningen, i fredsvänlig anda bäst kartlagt de psykologiska och materiella orsakerna till krig, särskilt sammanhangen i orsakskedjan rädsla – rustningar – aggressivitet – krig, eller som eljest på annat utomordentligt sätt verkat för stiftelsens ändamål: att främja fred och samförstånd mellan folken".
Prisets donatorer är Nils Eldh och Signe Ekblad-Eldh som båda avled 1960.

## Pristagare
- 1960 – Per Anders Fogelström
- 1962 – Tore Zetterholm
- 1963 – Filip Stenson
- 1964 – Emilia Fogelklou-Norlind
- 1965 – Bertil Svahnström
- 1966 – Fredsorganisationernas utredning i värnpliktsfrågan
- 1967 – August Spångberg
- 1968 – Greta Engkvist och Åke Sandin
- 1969 – Östen Johannesson och Holger Eriksson
- 1970 – Ingrid Reinius-Larsson
- 1971 – Arbetsgruppen bakom boken "Fredspolitik – civilmotstånd"
- 1972 – Bosse Gustafson
- 1973 – Maj-Britt Theorin och Ulrich Herz
- 1974 – Harald Ofstad
- 1975 – Aktion Stoppa kärnkraften och Migri
- 1976 – Christer Sandstedt och Ingemar Fridell
- 1977 – Lennart Ivarsson
- 1978 – Maj Wechselmann
- 1979 – Ulf Norenius
- 1980 – Ingrid Segerstedt-Wiberg och Dagmar Stake
- 1981 – Git Alberg
- 1982 – Arbetsgruppen bakom SFSF:s försvarspolitiska program
- 1983 – Tomas Magnusson
- 1984 – Henrik Westander
- 1985 – Ingemar Myrberg och Ann Margret Dahlquist-Ljungberg
- 1986 – Ingvar Bratt
- 1987 – Bengt Danielsson
- 1988 – Tyresö U-lands och Fredsförenings Indiengrupp
- 1989 – Astrid Einarsson
- 1990 – Jan Wogel och Cilla Lundström
- 1991 – Eva Moberg
- 1992 – Rainer Santi
- 1993 – Rune Andréasson och Martha Henriksson-Cullberg (Weston)
- 1994 – Eva Zillén och Kerstin Grebäck
- 1995 – Lars Ångström
- 1996 – Ingebritt Granath och Lars Jederlund
- 1997 – Anita Klum
- 1998 – Martin Holmberg
- 1999 – Anita Dorazio och Hédi Fried
- 2000 – Henning Mankell
- 2001 – Anita Goldman
- 2002 – Peter Englund
- 2003 – Helle Klein
- 2004 – Christian Palme
- 2005 – Sverker Åström
- 2006 – Thomas Hammarberg
- 2007 – Cordelia Edvardson
- 2008 – Frida Blom
- 2009 – Elin Jönsson
- 2010 – Saam Kapadia och Jeppe Wikström
- 2011 – Stina Oscarson
- 2012 – Özz Nûjen
- 2013 – Peter Wallensteen
- 2014 – Farnaz Arbabi och Jonas Hassen Khemiri
- 2015 – Rickard Söderberg
- 2016 – Nils Resare, Brit Stakston och Martin Schibbye (Blank Spot Project)[2]
- 2017 – Afrah Nasser[3]
- 2018 – Mattias Göransson[4]
- 2019 – ?
- 2020 – Beatrice Fihn[5]
- 2021 – ?
- 2022 – Östgruppen[6]
- 2023 - ?
- 2024 - Tecknaruppropet mot Nato och Kärnvapen